# Château d'Urquhart
Vous lisez un « bon article » labellisé en 2019.
Le château d'Urquhart (en anglais Urquhart Castle et en gaélique écossais Caisteal na Sròine) est un château en ruine situé sur les berges du loch Ness, en Écosse. Il se trouve dans les Highlands, près de la route A82, à 21 km au sud-ouest d'Inverness et à 2 km à l'est du village de Drumnadrochit.
Fondé à l'emplacement d'une forteresse du haut Moyen Âge, le château d'Urquhart est édifié du XIIIe au XVIe siècle. Après avoir changé à plusieurs reprises de mains durant les guerres d'indépendance de l'Écosse du XIVe siècle, il devient un château royal et subit plusieurs attaques de la part des comtes de Ross du clan MacDonald. Le clan Grant en fait l'acquisition en 1509, mais les raids des MacDonald se poursuivent. Les défenses du château sont renforcées au XVIe siècle, mais il est abandonné dès le milieu du XVIIe siècle, puis partiellement détruit en 1692 pour éviter son utilisation par les forces jacobites. Ce qu'il reste du château commence alors à tomber en ruines. Au XXe siècle, il est placé sous la protection de l'État et ouvert au public, devenant l'un des châteaux les plus visités d'Écosse.
Le château, situé sur un promontoire rocheux surplombant le loch Ness, est un des plus vastes d'Écosse. Son entrée, du côté ouest, est protégée par une douve et un pont-levis. Ses bâtiments sont organisés autour de deux cours. La basse-cour, au nord, abrite la majorité des structures encore intactes, comme la porterie et la tour Grant, haute de cinq étages, à l'extrémité nord. La haute-cour, au sud, est située à une altitude plus élevée et abrite les ruines de bâtiments plus anciens.

## Histoire

### Haut Moyen Âge
Le nom Urquhart est attesté au VIIe siècle sous la forme Airdchartdan, un mélange entre le gaélique air qui signifie « près de » et le vieux gallois cardden qui désigne un bosquet ou un bois. D'après la Vie de saint Colomba, hagiographie rédigée par l'abbé Adomnán à la fin du VIIe siècle, Colomba, fondateur de l'abbaye d'Iona, aurait rendu visite au roi des Pictes, Bridei, fils de Maelchon entre 562 et 586, mais il ne précise pas le lieu de leur rencontre. Adomnán relate que durant cette visite, Colomba baptise un noble picte nommé Emchath sur son lit de mort, ainsi que son fils Virolec et leur maisonnée, à Airdchartdan.
Des morceaux de murs vitrifiés, typiques des fortifications du haut Moyen Âge, ont été retrouvés à Urquhart au début du XXe siècle. En 1983, Leslie Alcock, professeur d'archéologie à l'université de Glasgow, entreprend des fouilles afin de vérifier l'hypothèse selon laquelle Urquhart aurait pu être la forteresse de Bridei. Ces fouilles, confirmées par une datation par le carbone 14, indiquent qu'une vaste forteresse occupait la colline rocheuse située dans le coin sud-ouest du château entre les Ve et XIe siècles. Les résultats de ses recherches amènent Alcock à conclure que le château d'Urquhart était plus probablement le lieu de résidence d'Emchath que celui de Bridei, qui vivait vraisemblablement à Inverness, sur le site du château, ou plus à l'ouest, à Craig Phadrig,.

### Les débuts du château

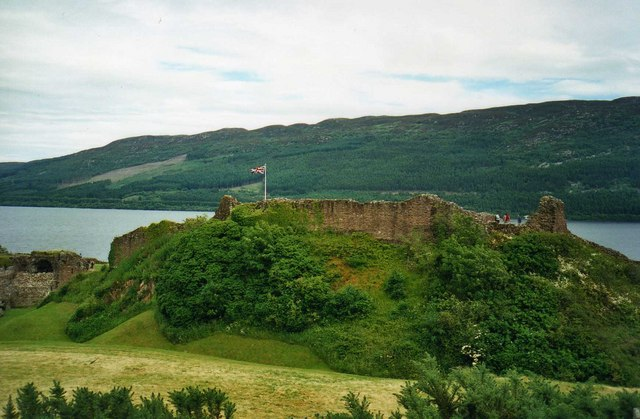
Les restes de la motte castrale du XIII sont les plus anciennes ruines encore visibles.

Quelques sources indiquent que le roi Guillaume le Lion détient un château à Urquhart au XIIe siècle, mais les fouilles menées par Alcock n'en ont trouvé aucune trace,,. Au cours des XIIe et XIIIe siècles, les Meic Uilleim, descendants de Malcolm III, organisent une série de rébellions contre David Ier et ses successeurs. En 1229, la dernière de ces rébellions est matée et le roi Alexandre II confie Urquhart à son hostarius (en) Thomas de Lundin afin de maintenir l'ordre dans la région. Son fils Alan Durward en hérite à sa mort, quelques années plus tard. Le premier château est vraisemblablement construit à cette époque autour de la motte au sud-ouest du site. À la mort d'Alan, en 1275, Alexandre III octroie Urquhart au seigneur de Badenoch John II Comyn.
La première mention écrite du château d'Urquhart remonte à 1296, année de sa capture par le roi anglais Édouard Ier au cours de son invasion de l'Écosse. Cette invasion marque le début des guerres d'indépendance de l'Écosse qui se poursuivent par intermittence jusqu'en 1357. Édouard Ier nomme William FitzWarin connétable du château d'Urquhart. En 1297, alors qu'il rentre d'Inverness, FitzWarin est victime d'une embuscade dirigée par Andrew de Moray. Ce dernier assiège ensuite le château en lançant une attaque nocturne infructueuse. Les Anglais semblent avoir été délogés d'Urquhart peu de temps après, le château étant de nouveau aux mains des Écossais en 1298. En 1303, Alexander de Forbes ne parvient pas à empêcher les Anglais d'en reprendre le contrôle. Édouard Ier le confie cette fois à Alexander Comyn, le frère de John II, la famille Comyn s'étant rangée du côté des Anglais contre le roi d'Écosse Robert Bruce. Après l'assassinat de John « le Rouge » en 1306, Robert Ier termine d'écraser les Comyn l'année suivante en menant une campagne à travers le Great Glen durant laquelle il s'empare des châteaux d'Inverlochy, d'Urquhart et d'Inverness. Urquhart reste par la suite une propriété de la couronne administrée par une série de connétables.
Le chevalier Robert Lauder de Quarrelwood (en) est connétable d'Urquhart en 1329. Après avoir été vaincu par les Anglais lors de la bataille de Halidon Hill en 1333, il retourne à Urquhart afin de le protéger contre la menace d'une autre invasion anglaise. D'après les sources d'époque, c'est l'un des cinq derniers châteaux encore aux mains des Écossais avec Dumbarton, Loch Leven, Kildrummy et Loch Doon. En 1342, David II passe l'été à chasser à Urquhart. Il est le seul roi connu à y avoir séjourné.
Au cours des deux siècles suivants, le Great Glen est souvent attaqué par les seigneurs des Îles de la famille MacDonald, qui dirigent un puissant royaume semi-indépendant sur le littoral atlantique de l'Écosse et prétendent au titre de comte de Ross. En 1395, Donald MacDonald d'Islay s'empare du château d'Urquhart et parvient à le garder pendant quinze ans. En 1411, il traverse la vallée pour affronter les partisans du roi lors de la bataille de Harlaw. Bien que l'issue soit indécise, Donald finit par perdre l'initiative et la couronne reprend le contrôle d'Urquhart. En 1437, le fils de Donald, Alexandre, devenu comte de Ross, attaque la vallée d'Urquhart mais ne parvient pas à prendre le château. Les caisses royales sont mises à contribution pour renforcer ses défenses. Le fils d'Alexandre, Jean, succède à son père en 1449 à l'âge de 16 ans. En 1452, il attaque à son tour le Great Glen et reprend Urquhart, puis obtient du roi le château et les terres attenantes à vie. Cependant, en 1462, il conclut avec le roi anglais Édouard IV un traité contre le roi d'Écosse, Jacques III. Lorsque ce dernier l'apprend, en 1476, il démet Jean de ses titres et fonctions. Urquhart est alors octroyé à un allié de la couronne, le comte de Huntly George Gordon.

### Les Grant

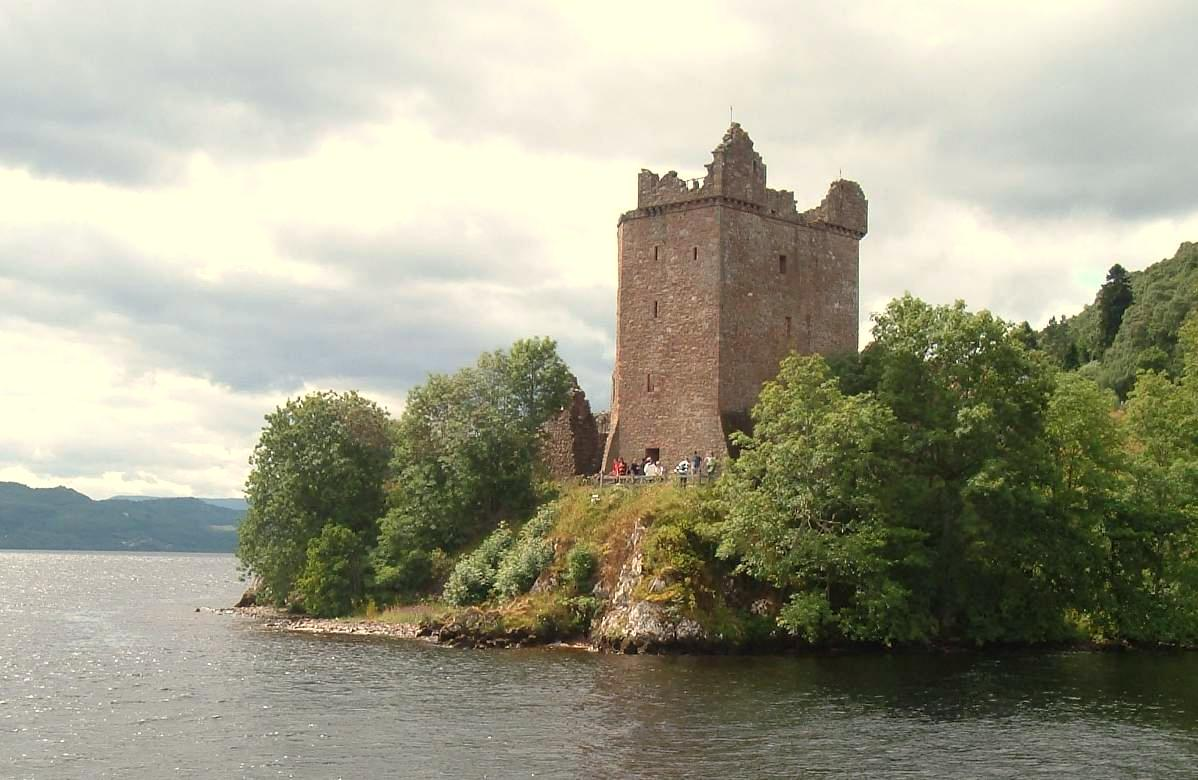
La tour Grant vue depuis le loch Ness.

Afin de rétablir l'ordre dans la région, le comte de Huntly fait appel au seigneur de Freuchie Duncan Grant. Son fils John reçoit le château d'Urquhart pour un bail de cinq ans en 1502. Et en 1509, le roi Jacques IV le lui concède à perpétuité, ajoutant les glens d'Urquhart et de Moriston, à condition qu'il se charge des réparations de l'édifice,. Malgré les raids venus de l'ouest, les Grant le conservent jusqu'en 1512. En 1513, Donald MacDonald de Lochalsh tente de profiter du désarroi écossais après le désastre de Flodden Field : il réclame la seigneurie des Îles et occupe le château d'Urquhart. Les Grant parviennent à le récupérer avant 1517, mais les MacDonald emportent trois cents bovins, mille moutons et toutes les provisions qui y étaient conservées. C'est en vain que les Grant leur demandent des réparations. À la mort de John Grant de Freuchie, en 1538, son fils James lui succède. En 1544, il rallie le comte de Huntly et le clan Fraser dans leur querelle contre les Macdonald de Clanranald, qui se conclut avec la bataille des Chemises. En représailles, les MacDonald et leurs alliés les Cameron attaquent et s'emparent du château d'Urquhart en 1545. Cette fois-ci, les MacDonald partent avec deux mille bovins, plusieurs centaines d'autres animaux et dépouillent le château de ses meubles, de ses canons et même de ses portes,. Les Grant arrivent tout de même à le récupérer et obtiennent même des terres appartenant aux Cameron en dédommagement.
Cet assaut s'avère le dernier que connaît le château d'Urquhart. En 1527, l'historien Hector Boece évoque ses « murs en ruines » (« rewinous wallis »), mais à la fin du XVIe siècle, il est reconstruit sous l'égide du clan Grant, qui est devenu l'un des plus puissants des Highlands. Les travaux de réparation et de réaménagement se poursuivent jusqu'en 1623, même si le château n'est plus une résidence privilégiée des membres du clan. En 1644, une foule de Covenantaires, des agitateurs presbytériens, s'y introduisent pendant un séjour de Lady Mary Grant. Son adhésion à l'Église épiscopalienne écossaise lui vaut d'être chassée par la foule, qui pille également ses biens. Un inventaire réalisé en 1647 montre que le château est pratiquement vide. Lors de son invasion de l'Écosse en 1650, Oliver Cromwell ne prête aucune attention à Urquhart et préfère construire des forts aux deux extrémités du Great Glen.

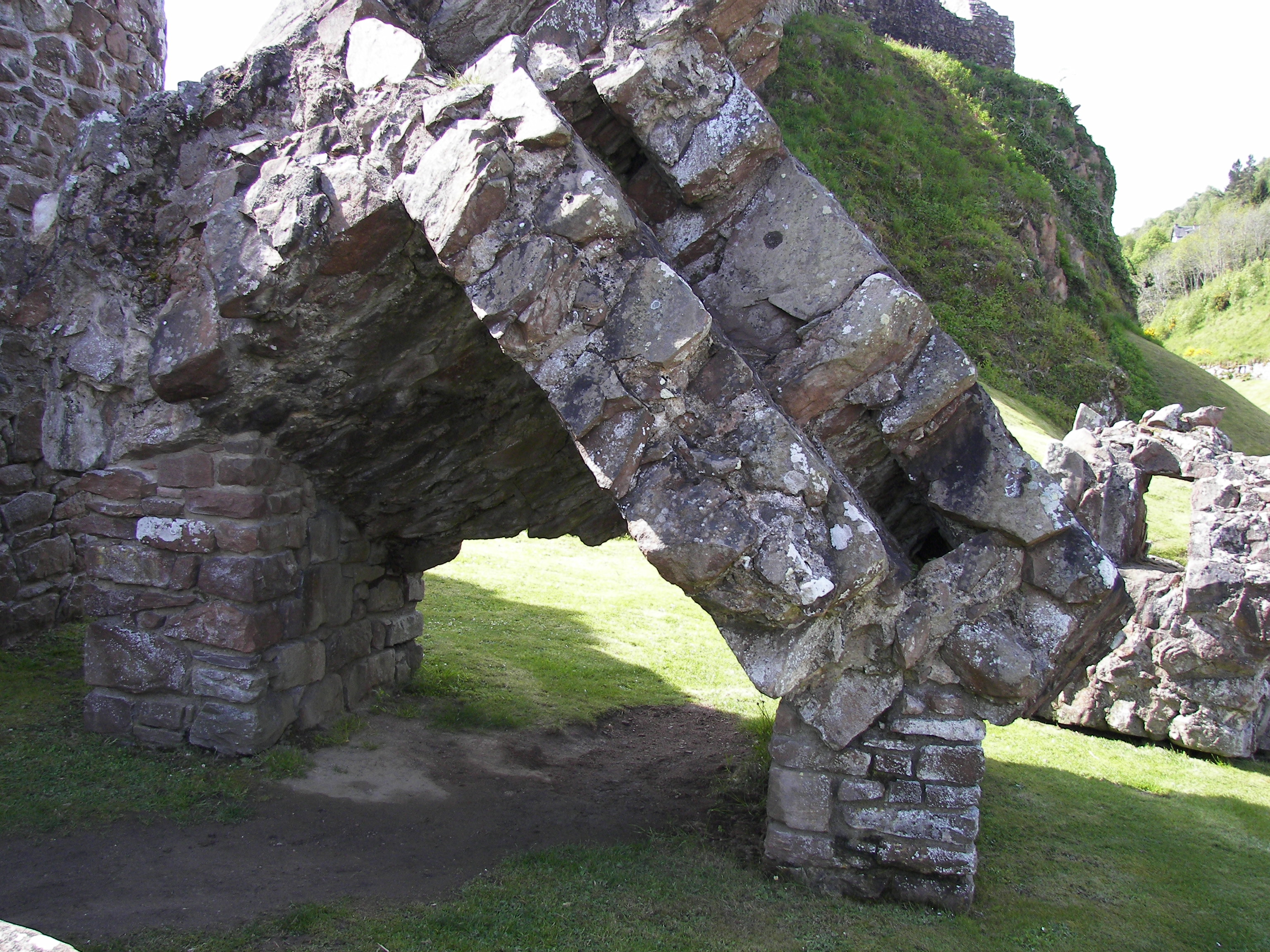
Maçonnerie brisée issue de la destruction de la porterie.

Lors de la Glorieuse Révolution, en 1688, Ludovic Grant de Feuchie prend le parti de Guillaume d'Orange contre le roi Jacques VII et installe une garnison de deux cents soldats dans le château d'Urquhart. S'ils manquent d'armes, ils bénéficient de suffisamment de provisions pour résister aux cinq cents jacobites qui viennent les assiéger jusqu'à la défaite de la principale armée jacobite à Cromdale en mai 1690. En quittant le château, la garnison fait sauter la porterie pour empêcher toute occupation jacobite. De grands blocs de maçonnerie gisent encore à côté des restes de la porterie. Le Parlement offre aux Grant une indemnité de 2 000 £, mais aucune réparation n'est entreprise. La réutilisation de pierres et autres matériaux par les habitants de la région contribue également à dégrader le monument. En 1715, la tour Grant s'effondre partiellement à la suite d'une tempête.

### Histoire moderne
Dépourvu de toit dès les années 1770, le château apparaît comme une ruine romantique aux yeux des peintres et des visiteurs du XIXe siècle. En 1884, après la mort sans enfants de son propriétaire, le comte de Seafield Ian Ogilvy-Grant, il passe aux mains de sa mère Caroline Stuart. À la mort de cette dernière, en 1911, les instructions de son testament confient le château d'Urquhart aux soins de l'État, et en octobre 1913, la responsabilité de son entretien est transférée aux commissaires du ministère des Travaux et des Bâtiments publics. Historic Environment Scotland, l'agence qui succède au ministère, continue de s'occuper du château, qui est classé comme « scheduled monument » pour son importance au niveau national.
En 1994, Historic Scotland propose la construction d'un nouveau centre d'accueil des visiteurs et d'un parking pour pallier les problèmes de stationnement sur la route A82, l'axe majeur le plus proche. L'opposition locale étant très importante, l'État mène une enquête publique qui approuve les projets de construction en 1998. Le nouveau bâtiment est situé dans le talus au-dessous du niveau de la route, avec des places de parking sur le toit. Il propose une exposition sur l'histoire du site (contenant une série de répliques de la période médiévale), un cinéma, un restaurant et un magasin. Le château accueille plus de 315 000 visiteurs en 2011, ce qui fait de lui le troisième monument de Historic Scotland le plus visité après les châteaux d'Édimbourg et de Stirling.

## Description

### Vue d'ensemble
Le château d'Urquhart occupe le promontoire triangulaire de Strone Point, sur la côte nord-ouest du Loch Ness. Il domine la route tout le long de cette partie du Great Glen et contrôle également le passage vers le Glen Urquhart. Il est assez proche du niveau de l'eau, bien que le promontoire présente des petites falaises au nord-est. Du côté de la terre, de grands espaces plats, idéaus pour rassembler des troupes, étaient occupés par des bâtiments utilitaires, ainsi que par des jardins et des vergers au XVIIe siècle. Au-delà de cette zone, le sol s'élève rapidement en direction du nord-ouest jusqu'à la route A82 et le centre touristique. Une douve asséchée de 30 mètres de large, probablement creusée au début du Moyen Âge, protège le château des invasions terrestres. Il est accessible par une chaussée en pierre au milieu de laquelle se dressait un pont-levis. Du côté du château, la chaussée était auparavant entourée de murs, ce qui en faisait une sorte de barbacane.
Urquhart est l'un des plus grands châteaux d'Écosse en termes de superficie. Il mesure environ 150 mètres de long sur 46 mètres de large. Sa forme est celle d'un chiffre 8 étiré le long du lac, orienté nord-est / sud-ouest, les deux boucles du 8 correspondant aux deux cours du château : la basse-cour (Nether Bailey) au nord et la haute-cour (Upper Bailey) au sud,,,. Les murs-rideaux des deux enceintes remontent majoritairement au XIVe siècle avec de nombreux ajouts ultérieurs, notamment du côté nord où se trouvent la plupart des bâtiments encore debout.

### Basse-cour

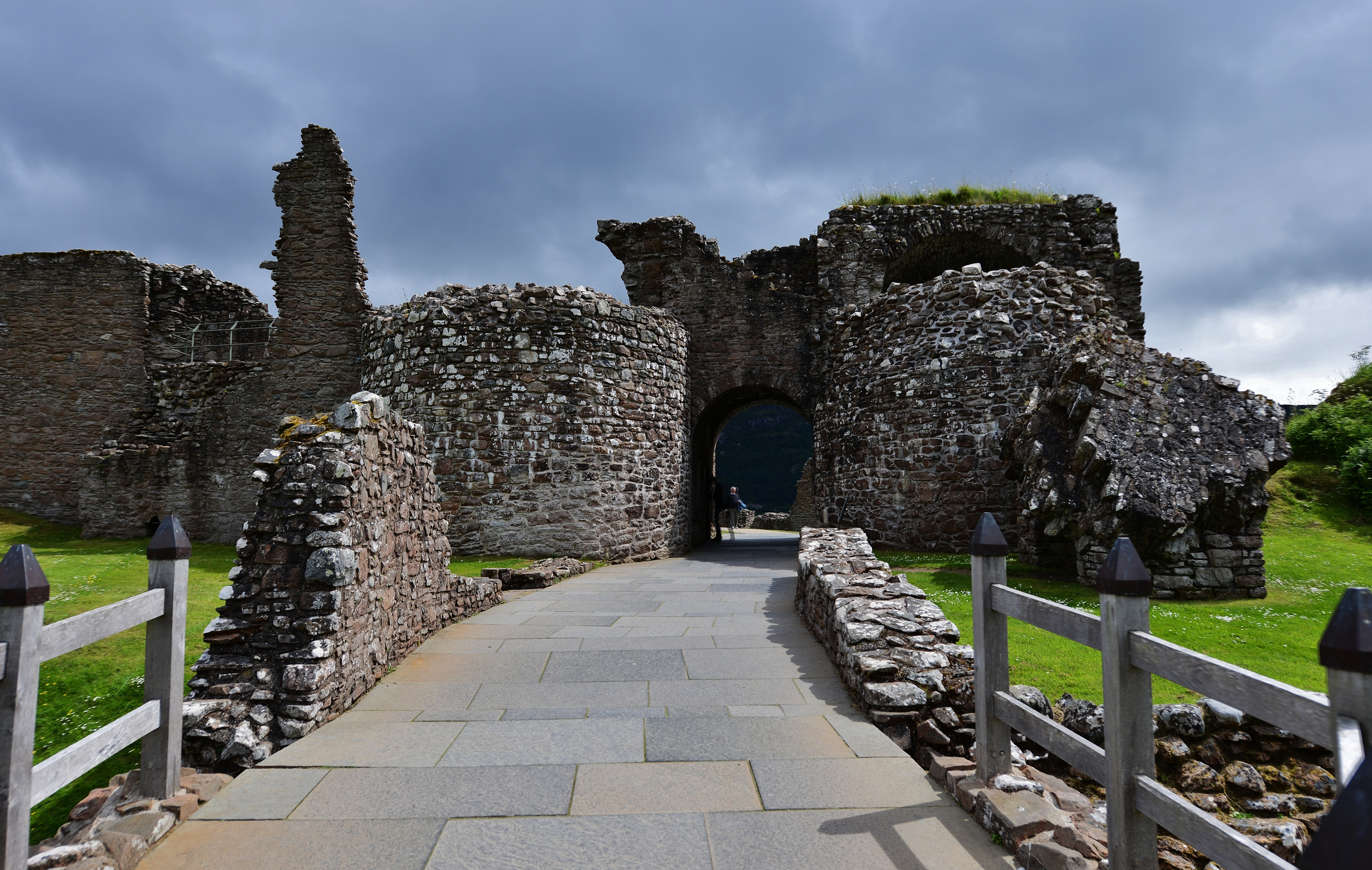
Les restes de la porterie.

La porterie datant du XVIe siècle se trouve à l'intérieur de la basse-cour, et comprend deux tours en forme de D de part et d'autre du passage d'entrée en arc voûté. Ce passage était défendu par une herse et un double jeu de portes, avec des salles de garde des deux côtés. Après l'entrée se trouve une série de bâtiments qui servaient de logement au gardien du château. Des morceaux de maçonnerie entourent la porterie, témoins de sa destruction après 1690.
La basse-cour, cœur de l'activité du château à compter du début du XVe siècle, est délimitée au nord par la tour Grant, la principale maison-tour ou donjon du château,. Cette tour mesure 12 mètres par 11, avec des murs dont l'épaisseur atteint les 3 mètres par endroits. Ses fondations remontent au XIVe siècle, mais elle a été en grande partie reconstruite au XVIe siècle. À l'origine haute de cinq étages, elle demeure le plus haut bâtiment du château malgré l'effondrement du mur sud lors d'une tempête au début du XVIIIe siècle. Les parties intactes du parapet, remodelé dans les années 1620, témoignent de la présence d'échauguettes à encorbellements aux angles de la tour,. Au-dessus de la porte principale à l'ouest et de la poterne à l'est se trouvent des mâchicoulis, d'étroites fentes permettant aux défenseurs de jeter des projectiles sur les assaillants lors des sièges. La porte occidentale est également protégée par ses propres fossé et pont-levis. Elle est accessible depuis une cour interne pavée, séparée de l'enceinte principale par un portail,. Les sections intérieures subsistantes sont toujours accessibles par l'escalier circulaire construit dans le mur oriental de la tour. L'intérieur comprenait une grande salle au premier étage, de chambres aux deux étages au-dessus et des chambres mansardées dans les tourelles. Les chambres des étages principaux sont dotées de grandes fenêtres du XVIe siècle, avec des petits trous destinés aux pistolets pour la défense du château.
Au sud de la tour se trouve une série de salles édifiées contre l'épais mur-rideau du XIVe siècle servant de contrefort. La grande salle est au centre de ces bâtiments, jouxtée au nord par les appartements privés du seigneur et les cuisines au sud. Un monticule rocheux situé au centre de la basse-cour est surmonté par les fondations d'un bâtiment rectangulaire, vraisemblablement une chapelle.

### Haute-cour
La haute-cour est concentrée sur l'éminence rocheuse au coin sud-ouest du château. Il s'agit du point le plus haut du promontoire et du premier à avoir été fortifié. C'est sur ses pentes que les fouilles menées par Leslie Alcock ont permis de découvrir des matériaux vitrifiés caractéristiques des fortifications du haut Moyen Âge. Au XIIIe siècle, cette éminence devient la motte castrale du château construit par les Durward, et les murs subsistants correspondent à un donjon typique de cette époque. Bien que fragmentaires, les ruines indiquent la présence de tours au nord et au sud du donjon.
Une porte d'eau ouverte au XVIe siècle dans le mur oriental de la haute-cour donne accès aux rives du loch. Les bâtiments adjacents semblent avoir accueilli les écuries. Au sud de ces bâtiments, en face de la motte, se trouvent les fondations d'un colombier et les restes épars de bâtiments du XIIIe siècle qui étaient peut-être à l'origine une grande salle, mais réutilisée par la suite en tant que forge,.

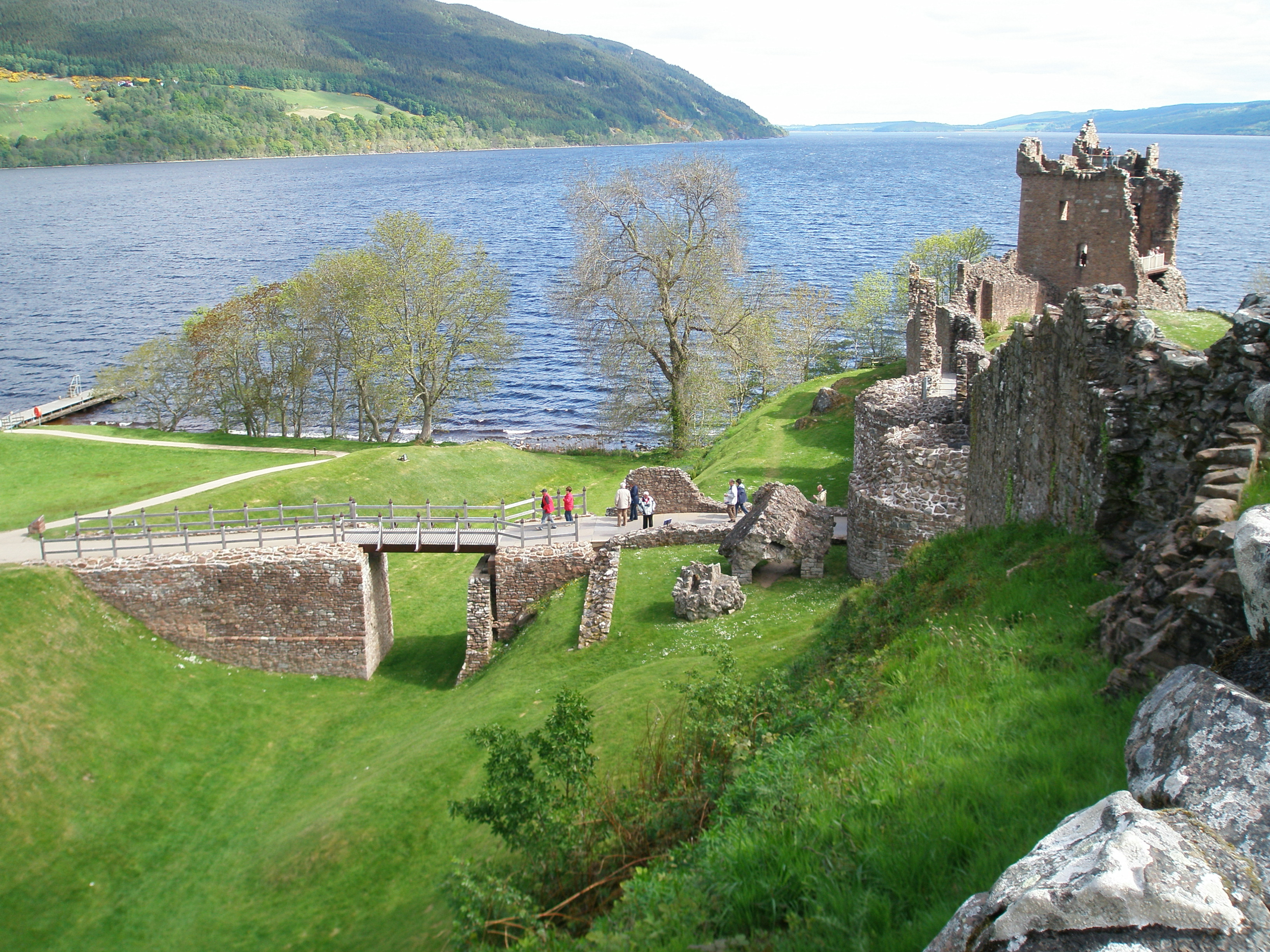
Vue depuis la motte castrale montrant l'emplacement du pont-levis et les restes de la porterie sur la droite.
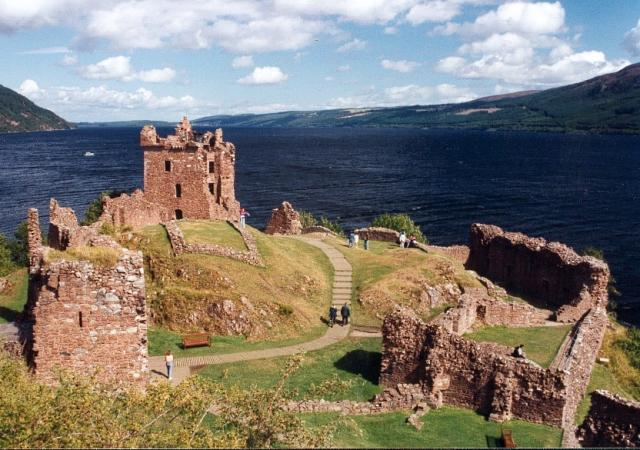
Vue de la basse-cour, montrant la porterie (à gauche), la tour Grant, la série de bâtiments (à droite) et les fondations de la chapelle (au centre).
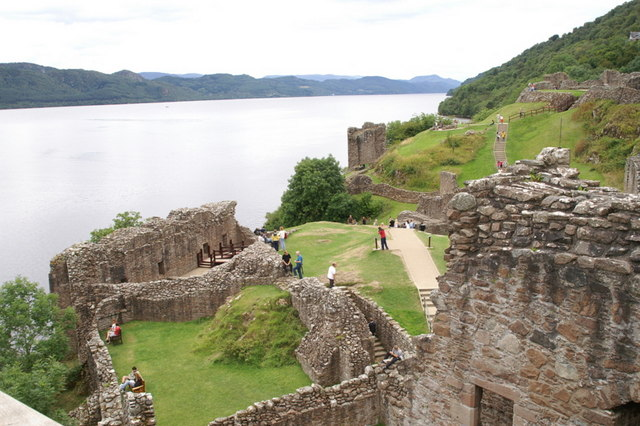
Vue depuis la tour Grant, avec la série de bâtiments au premier plan et le donjon en haut à droite.